# Richter 110
'Richter 110' ist eine Unterlagsrebe die zur Gruppe der Vitis berlandieri x Vitis rupestris Kreuzungen zählt und für die biotechnischen Bekämpfung der Wurzelreblaus verwendet wird. Sie ist sehr starkwüchsig und besitzt eine sehr gute Trockenheitsresistenz und wird daher in ariden Klima geprägten Gebieten verwendet.

## Abstammung
Kreuzung aus Vitis berlandieri RESSEGUIER 2 x Vitis rupestris MARTIN, von Franz Richter, Frankreich, 1889.

## Ampelografische Merkmale
- Triebspitze: halboffen bis offen, spinnwebartig behaart, karminrot umrandet
- Junges Blatt: spinnwebartig behaart, bronziert, glänzend, blasig
- Ausgewachsenes Blatt: klein, nierenförmig, glänzend, etwas blasig, dachrinnenförmig zusammengefaltet, große, spitzbogige  Blattrandzahnung; Blattunterseite gänzlich unbehaart, offene, u-förmige Stielbucht
- Triebe: unbehaart, gerieft, an der Triebspitze rot gefärbt. Verholzter Trieb matt, rötlich-schokoladenfarben bis grau-bräunlich, lange Internodien
- Blüte: männlicher Scheinzwitter

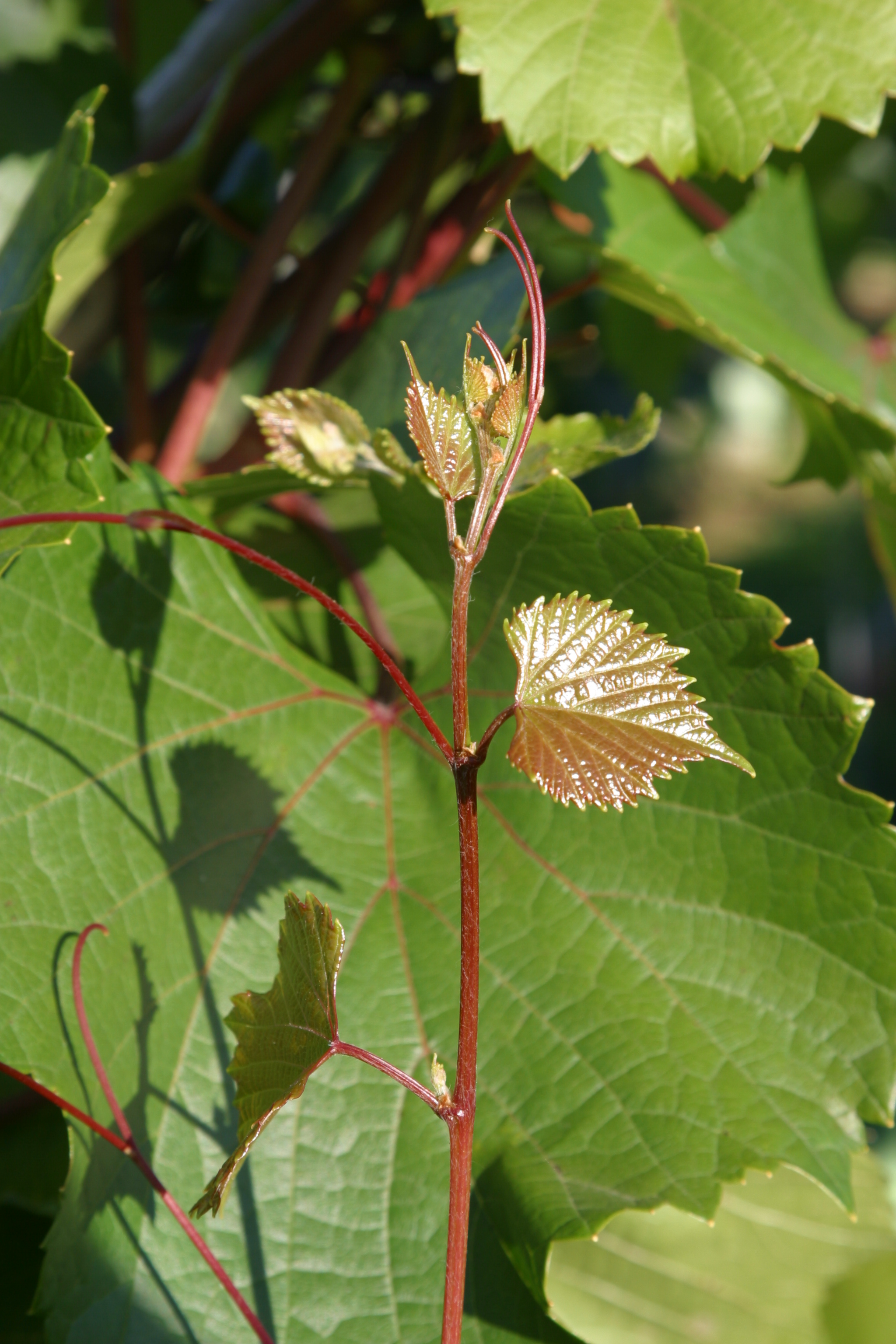
Triebspitze
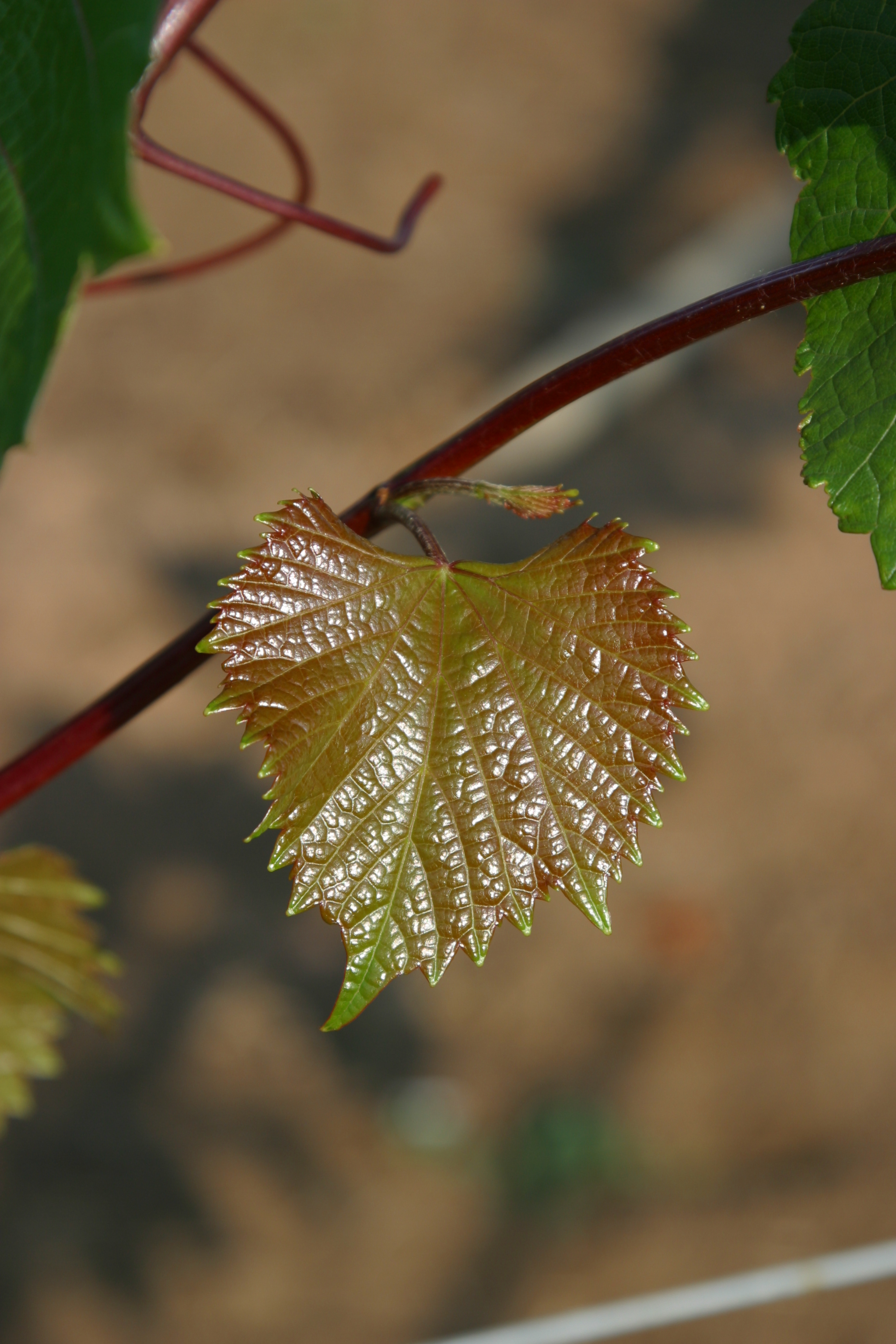
Junges Blatt
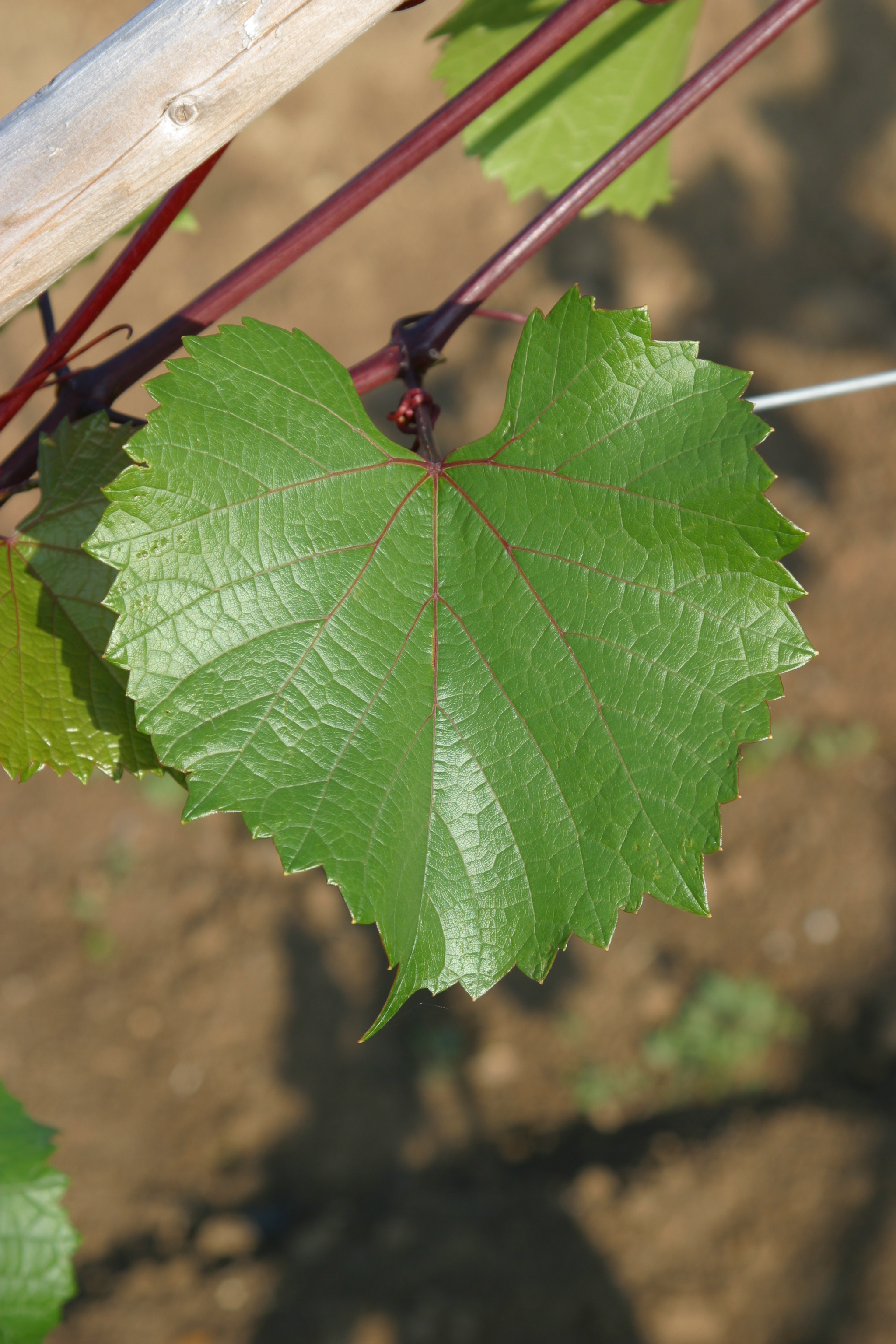
Erwachsenes Blatt
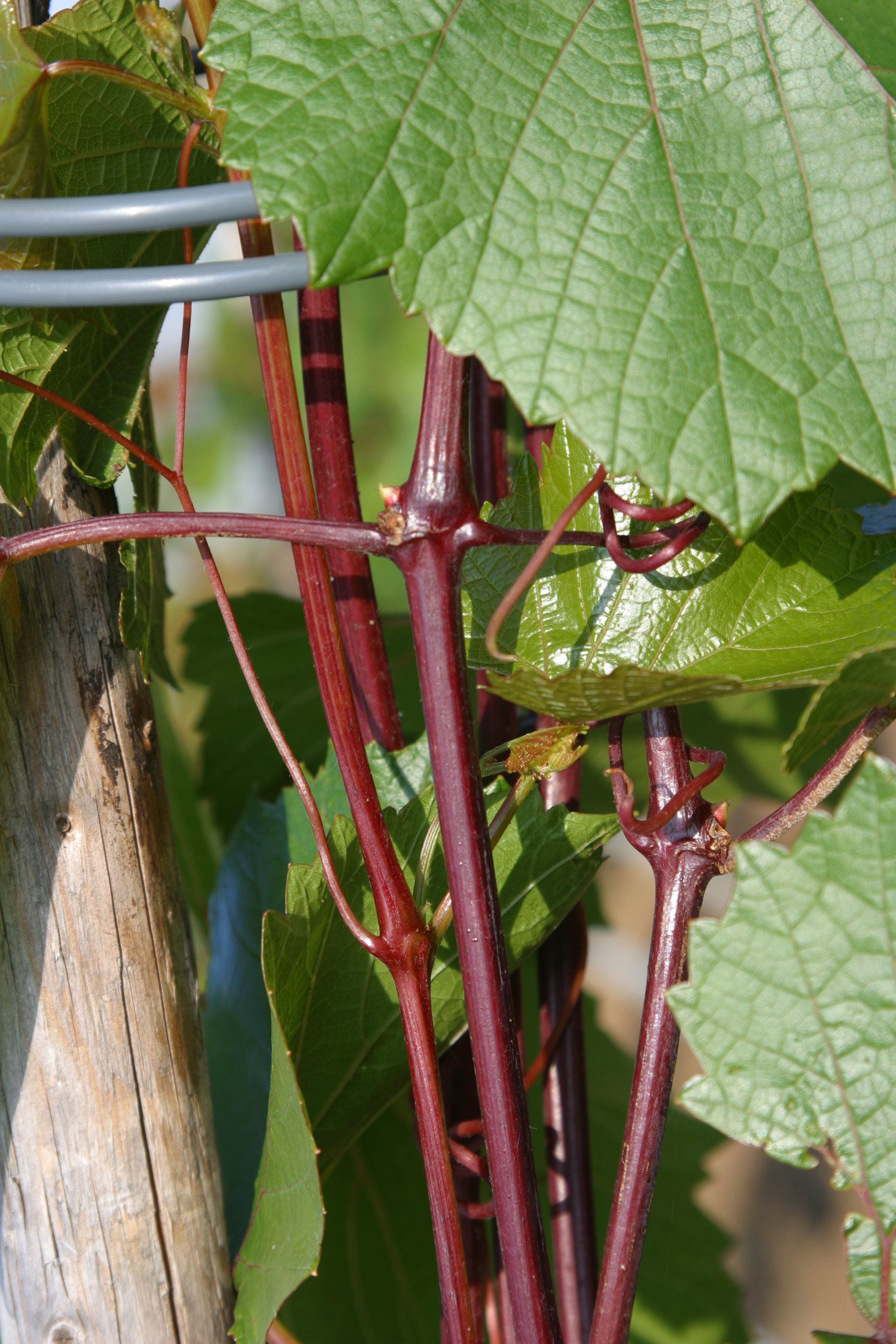
Triebe

## Eigenschaften – Verwendung
Diese Spezialunterlagsrebe ist sehr starkwüchsig und sehr trockenheitsresistent. Sie findet daher nur und wegen ihrer späten Reife in südeuropäischen Anbaugebieten Verwendung. Sie besitzt eine mittlere Kalkverträglichkeit und eine geringe Nematodenresistenz. Benötigt eine gute Magnesiumversorgung. Staunässe im Frühjahr führt leicht zu Chlorose. Die Kombination mit der Sorte Syrah führt zu Blattvergilbungen. Auf Grund der angeführten Eigenschaften ist sie nur für sehr frühe Lagen und sehr trockene, niederschlagsarme Standorte mit niedrigem bis mittleren Kalkgehalt (Aktivkalktoleranz ~ 17 %, IPC 30) des Bodens, geeignet.

## Synonyme
- Richter 110 in der Datenbank Vitis International Variety Catalogue des Instituts für Rebenzüchtung Geilweilerhof (englisch)